# Susan Ofori-Atta
 Susan Barbara Gyankorama Ofori-Atta (* 1917 in Kibi, Goldküste; † Juli 1985 in Vereinigtes Königreich) war eine ghanaische Medizinerin. Sie war die erste Ärztin in der Goldküste, dem heutigen Ghana, und die vierte westafrikanische Frau, die einen Universitätsabschluss erwarb.

## Leben und Werk

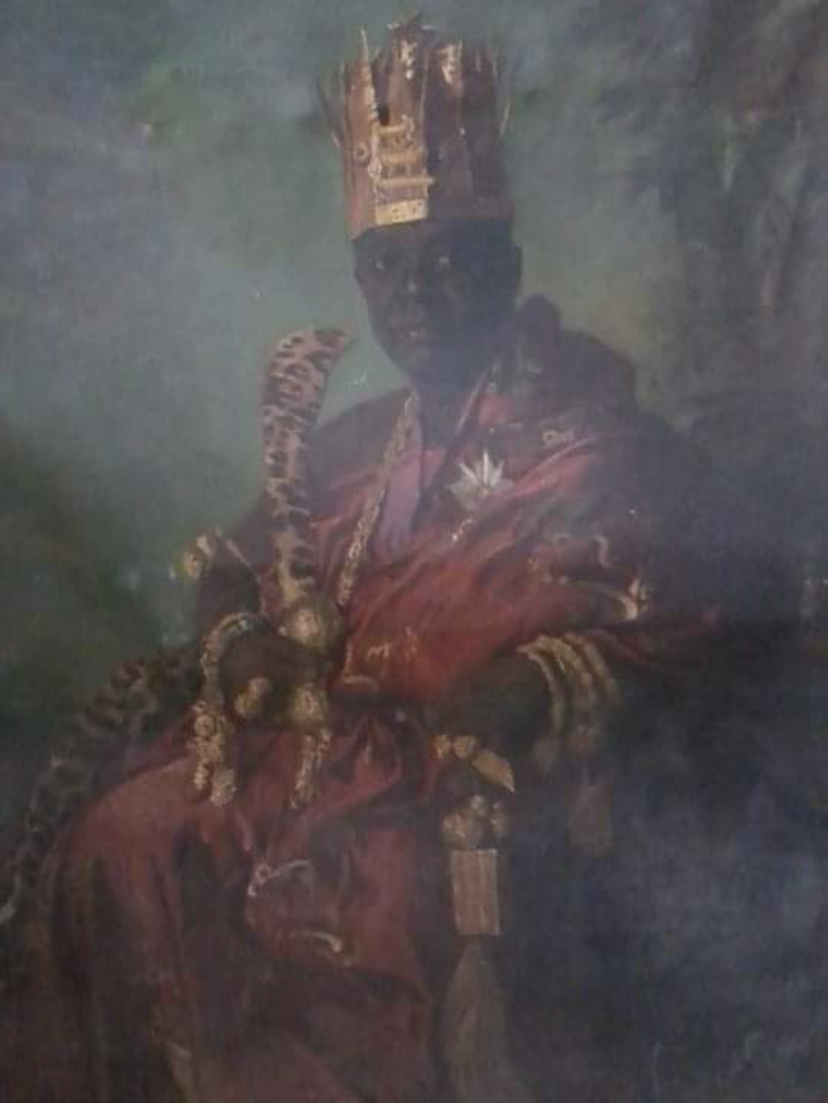
Bild von Ofori-Atta I, Vater von Susan Ofori-Atta

Ofori-Atta war eines von vier Kindern von Nana Sir Ofori-Atta I, der König eines der traditionellen Königreiche Ghanas, und seiner Frau Nana Akosua Doudu. Der Sohn ihrer jüngeren Schwester Adeline Akufo-Addo, Nana Addo Dankwa Akufo-Addo, wurde 2017 Präsident der Republik Ghana. Die Schriftstellerin Nana Oforiatta Ayim ist eine Tochter ihrer Schwester.
1921 erhielt Ofori-Atta ihre Grundschulausbildung am St. Mary's Convent in Elmina und 1929 besuchte sie als einige der wenigen Frauen die Achimota Secondary School. Hier wurde sie von einer Absolventin der Universität Edinburgh, Agnes Yewande Savage, unterrichtet. Zu dieser Zeit besuchte die Schule auch Matilda Johanna Clerk, die erste ghanaische Frau, die einen Postgraduiertenabschluss erhielt. Ofori-Atta  erwarb an der Schule das Cambridge School Certificate.
Nach ihrer Sekundarschulbildung besuchte sie die Korle-bu Midwifery Training School und machte 1935 ihren Abschluss als Hebamme. Sie praktizierte zwei Jahre lang als Hebamme in der Goldküste, bevor sie sich für ein weiteres Hebammenstudium in Schottland entschied. Ihr Vater ermutigte sie, einen Vorkurs für Medizin zu absolvieren, um an der Edinburgh University Medical School aufgenommen zu werden. 1949 erhielt sie dort ihren MB, Ch. B-Abschluss und war damit die erste Ärztin in der Goldküste.
1951 wurde sie leitende Ärztin im Kumasi Central Hospital. Die Krankenhausleitung in Kumasi entdeckte ihr Interesse im Bereich der Pädiatrie und versetzte sie in das Princess Marie Louise Kinderkrankenhaus (PML) in Korle-bu, Central Accra. Bald nach ihrer Versetzung war sie mehrere Jahre lang leitende Ärztin des PML-Kinderkrankenhauses. Während ihres Aufenthalts in diesem Krankenhaus führte sie Forschungsarbeiten zu Unterernährungsproblemen bei Kindern durch.
1962 wechselte sie kurz nach der Eröffnung an die University of Ghana Medical School (UGMS) und war eine der Gründungsmitglieder der Abteilung für Pädiatrie.
Sie heiratete den in Accra ansässigen Rechtsanwalt EVC De-Graft Johnson und gründete ihre eigene Privatpraxis in Accra.
Sie ging im Vereinigten Königreich in den Ruhestand, wo sie 1985 starb.

## Forschung und Engagement
Während ihres Aufenthalts im PML-Krankenhaus forschte sie über Unterernährungsprobleme bei Kindern. Ihre Arbeit zum Thema Unterernährung brachte Erkenntnisse über Unterernährung als eine Krankheit, die Kinder betrifft. Sie stellte Maßnahmen zur Verhinderung des Auftretens und zur Behandlung bereit. Sie nannte diesen Zustand Kwashiorkor, ein Ausdruck, der später weltweit zu einem medizinischen Begriff wurde.
1969 war sie Mitglied der Verfassunggebenden Versammlung, die die zweite republikanische Verfassung in Ghana entwarf.
Als sie das St. Mary's Convent in Elmina besuchte, wurde sie Mitglied der Römisch-katholischen Kirche in Ghana. Sie war Mitglied der Federation of Association of Catholic Medical Doctors und der Ghana Catholic Doctors Association. Als Papst Johannes Paul II. 1980 Ghana besuchte, wurde sie in Anerkennung ihrer humanitären Bemühungen und ihres Dienstes für die Kirche mit dem Königskreuz ausgezeichnet.
Sie war Gründungsmitglied der Women Society for Public Affairs und nutzte dies, um das Erbrecht von Frauen in Ghana zu stärken. Sie plädierte für ein Gesetz, das den Ehefrauen und Kindern das Recht einräumen soll, ihre verstorbenen Ehepartner und Väter zu beerben, die ohne Testament gestorben sind. 1985 wurde das Gesetz wurde mit der Verkündung des gesetzlichen Erbfolgegesetzes geändert.
Sie war Foundation Fellow der Ghana Academic of Arts and Science, gehörte zu den ersten Stipendiatinnen der Akademie und war viele Jahre lang ehrenamtliche Schatzmeisterin.
Die Universität von Ghana verlieh ihr 1974 die Ehrendoktorwürde für ihre Forschungsarbeit über Unterernährung Kwashiorkor.

## Veröffentlichungen (Auswahl)
- Nutritional Deficiencies and Maternal and Child Health in Africa. Journal of the National Medical Association 52(1), 1960, S. 41–46.